# بدر خان شاهسون
بدر خان شاهسون (انگلیسی: Badr Khan Shahsevan)، اولین خان خانات اردبیل از ایل شاهسون بود که در ۱۱۶۰ه‍.ق (۱۷۴۷ تا ۱۷۶۳) به قدرت رسید.